# Suckless.org
Suckless.org est une communauté de programmeurs travaillant sur des projets de logiciels libres minimalistes avec un accent sur la simplicité, la clarté et la frugalité. 
Le groupe a développé les gestionnaires de fenêtres dwm et wmii, le navigateur internet surf (en), tabbed[précision nécessaire], et d'autres programmes qui sont censés adhérer strictement à la philosophie UNIX de « faire une seule chose, mais de la faire bien ».
Leur slogan est « software that sucks less » (soit en français « des logiciels moins merdiques »).

## Histoire
La communauté suckless a été fondée par l'allemand Anselm R. Garbe en 2002. Il est devenu un ardent défenseur de la philosophie dite suckless, qui réclame que « soit reconnue la majorité de ce qui a mal tourné récemment dans l'industrie informatique […], afin de repenser la pratique courante, et peut-être d'envisager l'époque où la loi de Moore cessera d'être vérifiée. » Le mouvement déplore la tendance aux « logiciels complexes, sujets à erreur et lents, [qui] semblent dominer l'industrie d'aujourd'hui », et défend que la performance d'un programmeur ne devrait pas se mesurer au nombre de lignes de code qu'il écrit.
En octobre 2006, Garbe a mis en ligne le site suckless.org pour remplacer 10kloc.org et wmii.de.
En 2007, il a exprimé le besoin d'une « Ubuntu pour les amoureux de Plan 9 et les hackers du langage C », qui serait livrée avec l'un des gestionnaires de fenêtres dwm ou wmii ainsi qu'avec tous les outils nécessaires pour programmer en C ; il a suggéré de nommer cette distribution 9ubuntu. Par la suite, suckless a développé stali (STAtic LInux), un système d'exploitation conforme aux principes de suckless, où les exécutables sont liés statiquement.
L'équipe de développement suit le style dit New Jersey (en), aussi appelé « Worse is better » et adhère au principe KISS, « Keep it simple, stupid » (traduit par « Fais simple, idiot ! »).

## Projets notables
- dwm – gestionnaire de fenêtres dynamique
- dmenu – menu simpliste piloté au clavier
- ii (en) – client IRC
- sbase (en) - logiciels internes (core) UNIX
- surf (en) – navigateur internet
- wmii – gestionnaire de fenêtres (projet abandonné)
- st - émulateur de terminal léger avec support de 256 couleurs (sur 24 bits)
- stali - distribution linux statique